# Лав (фильм)
«Лав» (англ. Luv) — американский художественный фильм 1967 года по пьесе 1964 года. Вышел в мировой прокат 26 июля 1967 года.

## Сюжет
Фильм рассказывает о встрече двух давних друзей, которые учились вместе в колледже: Гарри, нонкорформиста по убеждениям, и материалиста Милта. Милт встречает Гарри тогда, когда тот пытается сброситься с моста. Каждый из них находит одинаковые проблемы, несмотря на то, что истории их жизни совершенно разные. Милт, смотря на Гарри, понимает, что ключом к его спасению из сложившихся проблем является его жена Элис, которую он пытается навязать старому приятелю, чтобы бежать со своей любовницей.

## В ролях
| Актёр         | Роль                          |
| ------------- | ----------------------------- |
| Джек Леммон   | Гарри Берлин                  |
| Питер Фальк   | Милт Менвилл                  |
| Элейн Мэй     | Элис Менвилл                  |
| Нина Уэйн     | Линда                         |
| Пол Хартман   | Дойл                          |
| Эдди Майхофф  | Ди Эй Гудхарт                 |
| Северн Дарден | Вандергист                    |
| Алан Девитт   | Долримпл                      |
| Харрисон Форд | хиппи (сердитый автомобилист) |